# 唐·諾曼
唐纳德·亚瑟·諾曼（英語：Donald Arthur Norman，1935年12月25日—）英文常簡稱為Don Norman，中文有時也譯為唐納·諾曼或唐纳德·诺曼，美國認知科學，人因工程等設計領域的學者，也是尼爾森諾曼集團（Nielsen Norman Group）的創辦人和顧問，他同時也是美國知名作家，以書籍《設計&日常生活》聞名於工業設計和互動設計領域，並曾被《商業週刊》雜誌評選為世紀最有影響力的設計師之一。。

## 生平
1957年，諾曼在麻省理工學院主修電機（EECS）並取得了學士學位，並於1962年在賓州大學取得了電機碩士學位。之後，諾曼在賓州大學進修數學心理學，並取得了博士學位。畢業之後，諾曼申請到博士後獎學金，進入哈佛大學認知研究中心做研究，一年後成為了哈佛大學的講師之一。
在哈佛任教四年之後，諾曼搬到美國西岸，在加州大學聖地牙哥分校擔任心理學系的助理教授。諾曼在這個時期開始交叉應用自己過去的學術經驗，將電機理論應用，混和了數學心理學的諸多實驗，開展了認知心理學這一門新興學科。並在加大聖地牙哥分校成立了認知科學系。1973年，諾曼與人工智能專家罗杰·尚克，艾倫·柯林斯（Allan Collins）等人一同創辦了認知科學研究所與認知科學學會（Cognitive Science Society），開展了後世關於認知科學的學術交流序曲。
諾曼隨後將認知科學的領域，帶往了認知工程的方向，並成為該領域的主要引導者。他在《自動數據處理》期刊（Datamation）上發表的文章〈Unix的難題〉（The Trouble with Unix）使他在電腦領域引起了廣大的注目。也使他跨出學術圈，與業界開始對話。並開始服務不同領域的需求。1973到1993年之間，諾曼活躍於學界，商界的多項諮詢工作，客戶從美國國防部先進研究計畫局（Defense Advanced Research Projects Agency）、摩托羅拉、豐田情報技術中心、TED大會、松下企業與大英百科全書等非常多樣。
這段時間，他也出版了幾本重要的書籍，多數主題皆圍繞著使用者中心設計來探討。
1993年，諾曼辭去大學教職，進入蘋果電腦公司，一開始負責架構蘋果電腦公司的使用者經驗，他掛名為「用户体验架构师」（User Experience architect）是當時非常罕見的職稱，並於1995年初成為了蘋果的先進技術副總裁。1998年，諾曼離開蘋果之後，曾短暫的進入惠普公司工作，但不到一年的時間，就離開惠普，並與雅各布·尼爾森（Jakob Nielsen）共同創業，兩人成立了後世知名的尼爾森諾曼集團，獨立提供關於使用者經驗的研究諮詢顧問服務。
諾曼創業之後，也再次回到學界，成為西北大學的電腦教授。並同時兼任該校西格設計學院（Segal Design Institute）指導長。2009年到2011年間，他曾擔任韓國科學技術院的客座教授，2010年從西北大學正式退休之後，諾曼轉任數家企業的顧問，包括Ness Computing，UICO, Inc以及reQall。

## 獎項
諾曼曾獲得許多獎項，包括1995年獲得義大利帕多瓦大學的名譽學位。1999年《Upside》雜誌提名他入圍全球100大精英（Elite 100）。2001年他入選美國電腦協會（ACM）的院士，並獲得了特殊設計溝通領域裡的終身成就獎：里格獎（Rigo Award of Special Interest Group on Design of Communication）。2006年，他獲得電腦與認知科學領域的富蘭克林獎章（Benjamin Franklin Medal in Computer and Cognitive Science）。該年，他也獲得荷蘭代尔夫特理工大学頒發工業設計名譽博士學位。

## 著作
- 使用性
  - 1985年，學術論文Direct manipulation interface 和EL哈欽斯，JD Hollan合著。收錄在The MIT Guide to Science and Engineering Communication  ISBN 978-0262161428
  - 1986年，User Centered System Design: New Perspectives on Human-Computer Interaction，與斯蒂芬·德雷珀（Stephen W. Draper）合著。CRC出版社出版。ISBN 978-0898598728
  - 1988年，The Design of Everyday Things ISBN 978-0465067107 （2002）
    - 繁體中文版：2014年昇級版《设计的心理学》，2002年修訂新版《設計&日常生活》，1988年出版時原名為《設計心理學》

  - 1992年，Turn signals are the facial expressions of automobiles ISBN 978-0201622362
  - 1993年，Things That Make Us Smart ISBN 978-0201626957
    - 繁體中文版：《心科技》，黃賢楨翻譯，時報出版，1995年12月19日。ISBN 9571318809

  - 1998年，The Invisible Computer ISBN 978-0262640411
  - 2004年，Emotional Design: Why We Love (or Hate) Everyday Things ISBN 978-0465051366
    - 繁體中文版：《情感@設計：我們為何喜歡（或討厭）日常用品》王鴻祥、翁鵲嵐、鄭玉屏、張志傑等翻譯。遠流出版。2011年8月1日。ISBN 9789573268185。（原版由田園出版社出版，舊名為《情感設計》）

  - 2007年，The Design of Future Things ISBN 978-0465002283
    - 繁體中文版：《設計未來生活-善體人意的機器，還是不受控制的麻煩》 卓耀宗翻譯。遠流出版。2008年7月11日。ISBN 9789573263258。

  - 2010年，Living with Complexity ISBN 978-0262014861
    - 繁體中文版：《好設計不簡單：和設計師聯手馴服複雜科技，享受豐富生活》卓耀宗翻譯。遠流出版。2011年10月8日。ISBN 9789573268697。
- 心理學
  - 1972年 《心理學簡介：人類資訊運作過程》與Peter H. Lindsay合著。[9]
  - 1977年 《記憶與注意》 （Memory and attention）
  - 1982年 《學習與記憶》 （Learning and memory）

## 參看
- 管控功能：心理學中理論上的認知系統，用來管理和控制其他認知過程。
- 人類活動週期（Human action cycle）
- 人機互動
- 互動設計

## 外部連結
- 官方网站
- 諾曼曾出版的書籍 來自互動設計協會
- 諾曼發表的文章
- Donald Norman at Userati（页面存档备份，存于）
- 2001年2月9日史丹佛大學演講〈設計&未來生活〉視頻（页面存档备份，存于）
- udn部落格:專訪唐‧諾曼（Donald Norman）（页面存档备份，存于） 蔣顯斌採訪